# Circuito cittadino di Puerto Madero

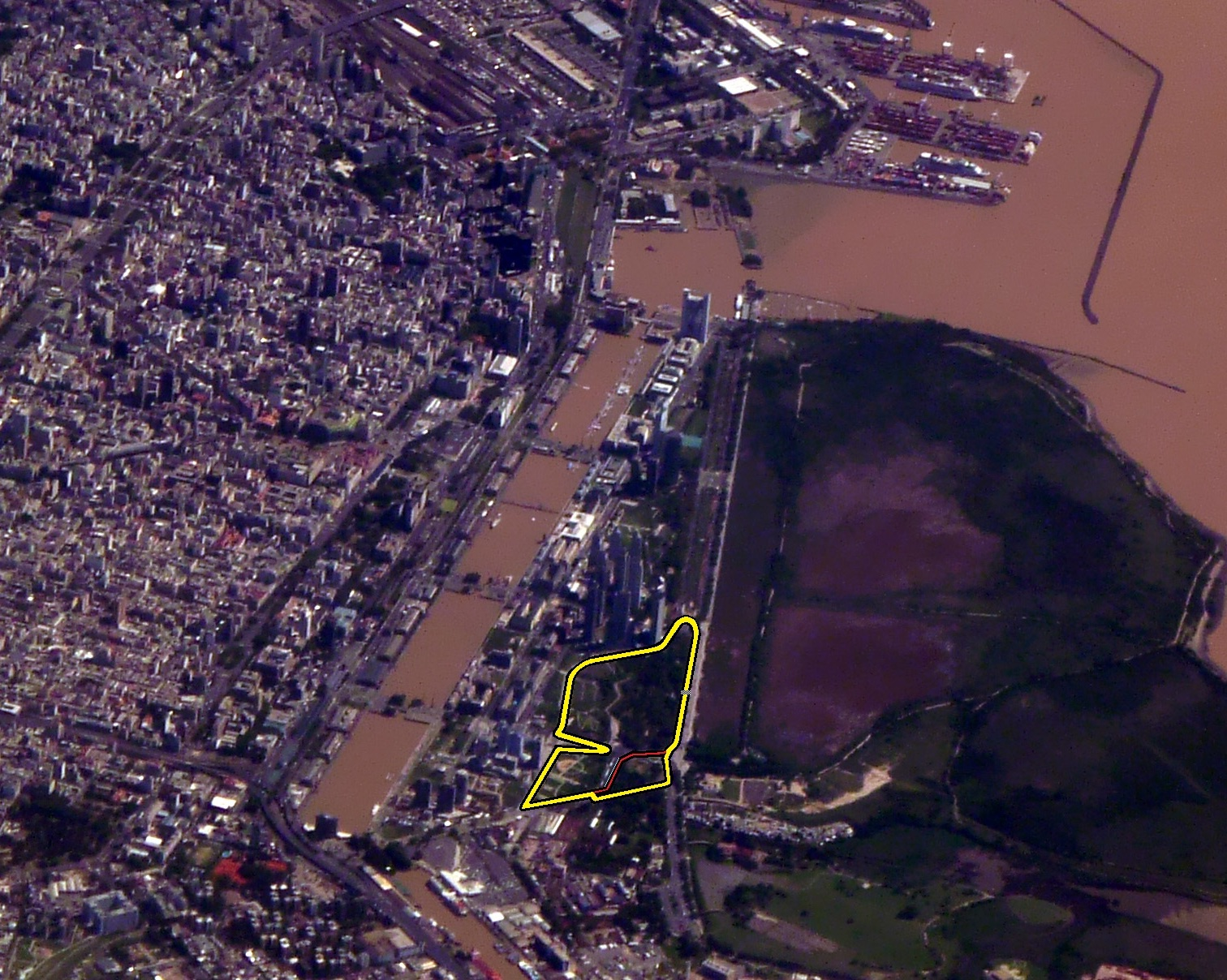
Vista della collocazione e dei dintorni del circuito per l'E-Prix di Buenos Aires.

Il circuito di Puerto Madero è un circuito cittadino situato nel quartiere di Puerto Madero, Buenos Aires. È stato utilizzato per la prima volta il 10 gennaio 2015 per lo svolgimento del quarto E-Prix di Formula E. Il circuito è stato sede dell'E-Prix di Buenos Aires per le prime tre stagioni.

## Tracciato
Il tracciato è lungo 2,44 km con 12 curve da percorrere in senso antiorario ed è stato progettato da Santiago García Remohí.
 Presenta tre tornanti ed una chicane.